# برج جامليجة
برج جامليجة هو برج بث إذاعي وتلفزيوني يقع في قضاء أسكدار بإسطنبول. بدأ بناء البرج في 2016 واُفتتح في 29 مايو 2021.